# Blíževedly
Blíževedly (en allemand : Bleiswedel) est une commune du district de Česká Lípa, dans la région de Liberec, en Tchéquie. Sa population s'élevait à 605 habitants en 2021.

## Géographie
Blíževedly se trouve à 13 km au sud-ouest de Česká Lípa, à 50 km au sud-ouest de Liberec et à 60 km au nord de Prague.
La commune est limitée par Kravaře et Stvolínky au nord, par Holany à l'est, par Dubá et Tuhaň au sud, et par Úštěk à l'ouest.

## Histoire
La première mention écrite du village date de 1290.

## Transports
Par la route, Blíževedly se trouve à 3 km de Kravaře, à 17 km de Česká Lípa, à 67 km de Liberec et à 87 km de Prague.